# Wilk w cieniu
Wilk w cieniu (ang. Wolf in Shadow) – powieść fantastycznopostapokaliptyczna heroic fantasy brytyjskiego pisarza Davida Gemmella wydana w 1987 roku. Opowiada o postapokaliptycznym świecie; 300 lat po upadku cywilizacji, samotny jeździec próbuje odszukać ostatnie miasto. 
Jest to pierwsza powieść z cyklu Opowieści Sipstrassi. Gemmell wprowadza w niej postać Johna Shannowa, zwanego także Człowiekiem Jeruzalem - głównego bohatera całego cyklu.
W Polsce została wydana w 1997 roku nakładem wydawnictwa Amber w przekładzie Sławomira Kędzierskiego. Wydanie to liczy 318 stron (ISBN 83-7169-427-X).